# Ксенжка и Видза
Ксенжка и Видза (пол. Książka i Wiedza, дословно — «Книга и Знания») — польское издательство, основанное в 1948 году, вскоре после Второй мировой войны. По состоянию на середину 2010-х годов было опубликовано более 13 000 наименований.
В Польской Народной Республике это было ведущее государственное издательство книг о политике и истории. Książka i Wiedza теперь издаёт научно-популярные книги для широкого читателя, энциклопедии, словари, книги по истории, философии, экономике и книги самопомощи по физическому и психологическому здоровью. В число популярных авторов издательства входят Макс Вебер, Карл Раймунд Поппер, Бертран Рассел, Людвик Базилов, Анджей Загорский, Хенрик Самсонович, Нина Андрыч и Яцек Палкевич.
Нынешний главный редактор и президент издательства — Влодзимеж Галонска.